# Der Corregidor

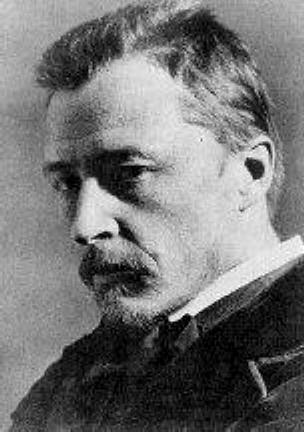
Hugo Wolf (1860-1903)

Der Corregidor (Le Juge) est un opéra en quatre actes d'Hugo Wolf sur un livret de Rosa Mayreder d'après la nouvelle de Pedro de Alarcón el sombrero de tres picos (le tricorne, 1874). Il est créé le 7 juin 1896 à Mannheim sous la direction de Hugo Rohr.

## Distribution
| Rôle                                | Voix          | Première 7 juin 1896 (Chef d'orchestre: Hugo Röhr) |
| ----------------------------------- | ------------- | -------------------------------------------------- |
| Don Eugenio de Zuniga, Corregidor   | ténor bouffe  | Hans Rüdiger                                       |
| Juan Lopez                          | basse         | Georg Döring                                       |
| Pedro, son secrétaire               | ténor         | Anton Friedrich Erl                                |
| Tonuelo, huissier                   | basse         |                                                    |
| Repela, son serviteur               | basse         | Karl Marx                                          |
| Tio Lukas, meunier                  | baryton       | Joachim Kromer                                     |
| Un voisin                           | ténor         |                                                    |
| Donna Mercedes, femme du corregidor | soprano       | Anna Sorger                                        |
| Frasquita, femme du meunier '       | mezzo-soprano | Helene Hohenleiter                                 |
| Duenna, gouvernante                 | contralto     | Helene Seubert-Hansen                              |
| Manuela,                            | mezzo-soprano |                                                    |

## Argument
La femme du meunier Lukas souhaite guérir son mari d'une jalousie maladive. Elle feint de répondre aux avances du Corregidor pour obtenir un poste pour son neveu. mais le Corregidor s'aperçoit du manège et décide de se venger de Fraskita.